# 张庆桐
张庆桐（1872年—？）字凤辉，江苏上海人。中华民国政治人物。他也是第一位和列夫·托尔斯泰通信的中国人，曾获得沙皇尼古拉二世颁发勋章。

## 生平

### 留学俄国
张庆桐生于清朝同治十一年（1872年）。1895年前，他在江阴游学。甲午战争后，他放弃旧学改学新学，决心学习俄语。 光绪二十二年（1896年），他考入京师同文馆选学俄语，师从中国教习王季同和俄国教习光柯壁确甫。光绪二十五年（1899年），京师同文馆派张庆桐、傅仰贤（字肄三） 、陈瀚（字飞青）和郝树基（字绪初）赴俄国留学。张庆桐和陈瀚、郝树基以及京师同文馆学生范其光（字宾臣、冰澄）同船自上海航抵敖德萨港。到俄国后，张庆桐等人成为第二批清朝派往俄国的驻馆学生，被中国驻俄国公使杨儒安排入彼得堡艺文学堂学习。毕业后他进入圣彼得堡大学继续学习政治学与法学。光绪三十一年（1905年），他从圣彼得堡大学毕业。他在圣彼得堡大学结识了许多朋友，如日后的俄国汉学家威西纳、日本学者上田仙太郎。国际公法学家马尔腾斯是他在圣彼得堡大学的老师之一。在俄国留学期间，他曾经在俄国四处游览，曾游览伏尔加河，还曾去法国、英国、意大利、芬兰等国参观旅游。1900年，他曾随老师回到老师的家乡沃洛格达（时译为“哇劳革带”），听房东妻子讲述彼得大帝和加他邻后（今译叶卡捷琳娜二世）的事迹。1902年，他曾协助中国驻俄国公使杨儒参与《交收东三省条约》的谈判。1903年前后，他因为上海一家报纸撰写议约经过，恰逢沈荩因披露中俄密约而被慈禧太后下令杀害，张庆桐感到后怕，遂对俄国的刊印文字律（即书报检查制度）产生兴趣并进行了和西欧相关制度的对比研究。
在俄国期间，张庆桐还和阿尔谢尼·尼古拉耶维奇·沃兹涅辛斯基合作将梁启超的《李鸿章》（又名“中国四十年来大事记”）一书翻译为俄文。1905年春，经过军官兼作家亚历山大·维列夏金的推荐，张庆桐和沃兹涅辛斯基将该书版权售予军事图书出版商别列佐夫斯基（1852年－1917年）。张庆桐后来将该书赠给了俄国内外政要、报界及文化界的诸多名流（张庆桐称“一赠内外权要，一赠报界，一赠诗文巨子”）。收到赠书的“内外权要”包括俄国财政大臣谢尔盖·维特（1849年－1915年）、外交大臣拉姆兹多夫（1844年－1907年）、 驻华公使廓索维慈（1862年－1933年）、驻华代办柏兰荪（1852年－？）、沙皇尼古拉二世的老师、原华俄道胜银行总办吴克托穆（1861年－1921年）。其中维特亲自将该书呈送给沙皇尼古拉二世。尼古拉二世在收到该书后，下旨为张庆桐颁发了斯坦尼斯拉夫三级勋章。收到赠书的“报界”主要是圣彼得堡和莫斯科的报刊。收到赠书的“诗文巨子”主要是列夫·托尔斯泰（张庆桐称其为“托尔斯托氏”，1905年冬他将该书寄赠托尔斯泰）和马尔腾斯（张庆桐称其为“马顿氏”）。他也成为第一位和列夫·托尔斯泰通信的中国人。

### 中国官员
从圣彼得堡大学毕业时，他的好友陆征祥正好被任命为中国驻荷兰公使，他被陆征祥邀请“前往参赞其事”。后来，因为其家人多次促其归家，他遂请假回中国省亲。1905年12月，张庆桐自圣彼得堡回国，回国途中经过莫斯科时曾经因逢铁路工人罢工而受阻一个多月，目睹了1905年俄国革命。1906年回到中国后，张庆桐曾任分省道北洋工务局会办。1907年，他参加了在荷兰海牙召开的海牙和平会议，任副议员。1910年，他随载涛赴日本、奥匈帝国、美国、 俄国等8个国家考察陆军。1912年，他41岁时出版了《俄游述感》一书。书中除了记述他在俄国的见闻外，还记有他的一些研究，如他对俄国地理学会的研究等。
民国二年（1913年）4月25日，他被大总统袁世凯任命为外交部特派黑龙江交涉员，同年8月8日到任。民国四年（1915年）10月14日，他任恰克图都护副使兼佐理专员，任至民国七年（1918年）3月15日卸任，转而署任阿尔泰办事长官，于民国八年（1919年）1月到任。1919年3月7日，他因被指为扣押军饷不发，而以私印阿尔泰通用银券代之，从而引发阿山兵变，他本人险些遭到杀害。兵變由周務學平定。国务院随即谕令张庆桐回北京听候查办，阿尔泰办事长官一职由杨增新推荐的周務學代理。同年6月1日，阿尔泰办事长官裁撤，阿尔泰划归新疆省，成为阿山道。民国九年（1920年）3月20日，北京政府撤销了张庆桐的职务。经文官高等惩戒委员会议决，张庆桐被处以褫职停止任用六年的处分。
此后他的生平不详。韩文佑和张中行在1940年代末听说，张庆桐住在北平东城，有人曾经见到他在东城某地方散步。

## 著作
- 俄游述感